# 張守蒙
張守蒙（1511年—1569年），字啓哲，號静泉，山東兗州府滕縣軍籍陝西西安府華陰縣人，明朝政治人物。

## 生平
嘉靖十三年（1534年）甲午科山東鄉試第十三名舉人。嘉靖二十三年（1544年）中式甲辰科會試第二百二十七名，登第三甲第一百八十四名進士。初授宝应县知县，到任两个月，家中母亲逝世，于是回家守孝三年。服丧期满后，又被任命为河南鄢陵县知县。嘉靖三十一年（1552年）正月选授四川道試御史，七月實授，三十五年三月掌吏部事大学士李本奉嚴嵩父子之命，考察不职科道官，张守蒙以不及被降职。张守蒙刚被任命为河南按察司佥事，还没等上任，又被贬为石州判官。一年后，提升洪洞县知县，又调任随州知州，提拔为郧阳府同知，代理房县知县。再升河南府知府、长芦盐运使。

## 家族
曾祖張昇；祖父張環；父張釗，母傅氏。重庆下。弟守遯、守巽、守恒。